# Rulo y la Contrabanda
Rulo y la Contrabanda és un grup de rock espanyol format per Raúl Gutiérrez, més conegut com a Rulo, veu a La Fuga, l'any 2010.

## Història

### Rulo
Rulo va començar la seva marxa al món de la música molt jove. Va formar la seua primera banda l'any 1992, anomenada Suizidio, amb altres jóvens de Reinosa. Més tard, l'any 1996, va començar un altre projecte Escape, que amb algunes eixides i incorporacions d'alguns dels seus membres, va canviar de nom i va sorgir La Fuga. Amb La Fuga en Rulo gravà 6 discos i donà uns 300 concerts per diferents països. Finalment, a la tardor del 2009 va decidir abandonar el grup per les tensions sorgides durant la gira de concerts.

### Formació
Després de deixar el grup en Rulo es va dedicar a viatjar durant nou mesos i a compondre 25 noves cançons, escrites entre Reinosa, Istanbul, Venècia i Nova York, de les quals van eixir les onze cançons que gravaria amb el seu nou projecte Rulo y la Contrabanda. El primer disc de la banda, anomenat Señales de humo, eixí a la venda el 28 de setembre del 2010. El seu segon disc eixí a la venda el 25 de setembre del 2012, amb el nom Especies en extinción. El seu tercer disc, anomenat El doble de tu mitad, va eixir a la venda el 14 d'octubre de 2016.

## Discografia
- Señales de humo (2010) Warner.
- A ras de cielo CD+DVD (2011) Warner.
- Especies en extinción CD+DVD (2012) Warner.
- El doble de tu mitad (2016) Warner